# Кравченко, Никифор Иосифович
Никифор Иосифович Кравченко (9 февраля 1852, станица Старовеличковская — 7 августа 1907, Армавир) — полковник, атаман Лабинского отдела Кубанской области.

## Биография
Родился 9 февраля 1852 года. Происходил из войскового сословия потомственных дворян Кубанского казачьего войска станицы Старовеличковской. Начальное образование получил дома, а военное в Ставропольском казачьем юнкерском училище, где окончил курс по 1-му разряду, в Кавказской учебной роте с отличием и в офицерской кавалерийской школе успешно.
Поступил на службу в учебный дивизион 1 сентября 1868 года, а 1 января 1869 года был произведён в урядники и командирован в Майкопскую урядничью школу. 18 ноября того же года был зачислен в 4-й конный полк. 15 декабря того же года поступил в Ставропольское казачье юнкерское училище. 30 июня 1872 года по окончании курса по первому разряду отчислен от училища и был откомандирован в Полтавский конный полк действующего состава Кубанского казачьего войска, с переименованием в портупей-юнкера.
Высочайшим приказом 28 ноября 1874 года был произведен в хорунжие. 30 сентября 1875 года назначен на должность делопроизводителя по судной части в Полтавском конном полку. 6 августа 1876 года был отчислен от этой должности и перечислен в льготный состав Полтавского конного полка. 27 сентября 1876 года по прибытии в полк был назначен субалтерн-офицером 6-й сотни этого же полка. С 3 февраля 1877 года и по 26 октября того же года заведовал оружейной мастерской.
С 9 апреля 1877 года и по 29 октября того же года состоял на должности делопроизводителя полкового суда. 28 сентября 1877 года назначен полковым адъютантом, а через год 19 сентября 1878 года после расформирования 2-го Полтавского конного полка зачислен в льготный состав Полтавского полка. 13 марта 1879 года командирован на службу в Ейский полк, 1 апреля того же года прибыл в Ейский полк и был назначен субалтерн-офицером 5 сотни.
Высочайшим приказом 1 мая 1879 года переведён в Ейский конный полк. 25 сентября 1879 года командирован в переменный состав Кавказской учебной роты. 17 октября 1880 года окончил курс в Кавказской учебной роте и с отличием откомандирован обратно в полк. 1 декабря 1880 года назначен заведующим оружием в полку. Высочайшим приказом 29 ноября 1881 года произведён на вакансию в сотники.
6 мая 1882 года за отличное окончание курса в Кавказской учебной роте награждён орденом Святого Владимира 3-й степени. 4 января 1883 года сдал должность заведующего оружием в полку, а 5 января был назначен командующим 2-й сотней. 24 декабря 1884 года сдал сотню, а 29 декабря того же года был командирован в офицерскую кавалерийскую школу для прохождения курса. 10 августа 1885 года назначен делопроизводителем эскадронного суда, а 28 апреля 1886 года сдал эту должность.
28 апреля 1886 года окончил курс в офицерской кавалерийской школе по отделу эскадронных и сотенных командиров. По прибытии 2 октября 1886 года в полк назначен командующим 1-й сотней, а 15 июля 1887 года членом полкового суда
Высочайшим приказом состоявшимся 13 октября 1888 года произведен на вакансию в подъесаулы. 7 ноября 1889 года переведен во 2-й льготный конный полк. 5 декабря 1889 года назначен командующим 1-й сотней того же полка. Как выполнившему на офицерской состязательной стрельбе, производившейся во время лагерного собора в 1890 году, условия, указанные в параграфе 201 Наставления для обучения стрельбе 1889 года, присужден согласно правилу о состязательной стрельбе к получению приза в ценностью 60 рублей.
23 августа 1890 года переведён в 1-й Ейский конный полк. 20 сентября 1890 года назначен командиром 2-й сотни. Высочайшим приказом состоявшимся 6 мая 1892 года за отличие по службе произведён в есаулы. 19 октября 1895 года сдал 2-ю сотню и командирован во 2-й полк со льготным эшелоном. 15 ноября 1895 года назначен командующим 1-й сотней. 1 мая 1897 года сдал сотню и назначен заведующим запасной сотней. 8 июля того же года назначен председателем полкового суда.
13 ноября 1897 года сдал сотню и назначен командующим 1-й сотней. 11 августа 1898 года сдал сотню и командирован в Ейский полк с назначением начальником сменного эшелона. 1 октября 1898 года по прибытии в полк назначен командующим 3-й сотней. Высочайшим приказом, состоявшимся 26 февраля 1900 года, на вакансию произведён в войсковые старшины. 7 марта 1900 года сдал сотню. 27 мая 1900 года командирован временным членом во временный военный суд в Эриван.
9 сентября 1900 года назначен и.д помощника командира полка по строевой части. 15 декабря того же года назначен председателем полкового суда. Высочайшим приказом 1 июля 1901 года переведён в 1-й Полтавский полк. 12 сентября 1901 года по прибытии в полк назначен и.д. помощника командира полка по строевой части. 18 февраля 1902 года назначен председателем полкового суда. 30 марта того же года сдал должность помощника командира полка по строевой части и назначен исполняющим должность помощника командира полка по хозяйственной части.
18 марта 1903 года сдал должность председателя полкового суда за отбытием годичного срока в этой должности. С 20 и по 26 апреля 1904 года назначен членом временного военно-окружного суда в Эривани. 18 мая 1904 года сдал должность помощника командира по хозяйственной части. 10 июля 1904 года приказом по Кавказским казачьим войскам от 10 июля 1904 года за № 147 назначен командующим 2-м Кубанским полком. 3 сентября 1904 года прибыл и вступил в командование полком. Высочайшим приказом 28 сентября 1904 года переведён во 2-й Кубанский полк Кубанского казачьего войска. 25 сентября 1904 года назначен начальником Прочноокопской войсковой больницы, с оставлением в должности командующего полком. Высочайшим приказом 9 марта 1905 года назначен командующим 2-м Кубанским мобилизованным полком. 5 июня 1905 года в составе полка прибыл в Эриванскую губернию для содействия администрации в поддержании общественного порядка в губернии. Принимал участие в подавлении беспорядков.
Высочайшим приказом 9 марта 1906 года за отличие по службе произведён в полковники, со старшинством с 1 января 1906 года. 6 декабря 1906 года временным Эриванским генерал-губернатором был назначен начальником Нахичеванского охранного района. Высочайшим приказом 24 марта 1907 года назначен атаманом Лабинского отдела с зачислением по Кубанскому казачьему войску.
23 мая 1907 года сдал полк и выехал к месту своего назначения . 29 мая 1907 года прибыл и вступил в отправление должности атамана Лабинского отдела. 7 августа 1907 года убит в Армавире во время частного ужина. Убийц найти и задержать не смогли.
7 сентября 1907 года высочайшим приказом исключён из списков.
Похоронен в Екатеринодаре.